# Ceratina rectangulifera
Ceratina rectangulifera är en biart som beskrevs av Schwarz och Michener 1954. Ceratina rectangulifera ingår i släktet märgbin, och familjen långtungebin. Inga underarter finns listade i Catalogue of Life.